# FIFAインターナショナルマッチカレンダー
FIFAインターナショナルマッチカレンダー（英: FIFA International Match Calendar、別名・FIFAカレンダーまたはFIFAデイズ）は、国際サッカー連盟 (FIFA)、6つの大陸サッカー連盟、欧州クラブ協会、および国際プロサッカー選手会 (FIFPro) の間での合意に基づく、各国代表による公式戦（FIFAワールドカップ及び予選等）及び国際親善試合を開催できる期間。女子も男子と全く同じ制度がある。

## 概要
男子のインターナショナルマッチデーは2003年に開始された。年間を通じて3月、5月または6月、8月または9月、10月、11月に期間が設定されており、FIFA及び大陸サッカー連盟はこの期間を利用して各国代表が参加する主催大会（AFCアジアカップ、アフリカネイションズカップ、コパ・アメリカ、 CONCACAFゴールドカップ、 OFCネイションズカップ、 UEFA欧州選手権、 FIFAワールドカップ予選、など）の開催時期を決定する。
インターナショナルマッチカレンダーに設定されたFIFA及び大陸連盟主催の公式戦（予選大会）において、代表選手の所属クラブは1試合あたり4日間の代表活動を認めなければならない。すなわち、代表に選ばれた選手は1試合当たり最大4日間クラブでの活動から離脱して、代表チームの活動に参加することができる。なお、選手が所属するクラブと違う大陸の公式戦に参加する場合は活動期間が5日間に、FIFAワールドカップや大陸選手権の決勝大会では14日間に、FIFAや大陸連盟の主催しない国際親善試合では48時間に活動期間がそれぞれ設定されている。
FIFAによれば、（FIFAや大陸連盟主催ではない）国際親善試合もインターナショナルマッチカレンダーの期間中に開催されることが望ましいとした上で、この期間に開催される国際親善試合は国内の公式戦出場より優先されるべきと主張している。一方で、インターナショナルマッチカレンダーの期間外に開催される国際親善試合では所属クラブが認めた場合に限り選手を代表に招集することが出来るとしている。すなわち、クラブが選手の代表活動を認めないことも出来るため、インターナショナルマッチデーではない日に代表がベストメンバーを組むことは困難である。ちなみに、欧州などでは年代別代表の試合をインターナショナルマッチデーに行っているが、これはクラブ側としてもAマッチデーによりA代表の選手が抜けており、練習にならないので年代別代表招集にも応じやすいからである。年代別代表自体には、Aマッチデーによる代表拘束権は無い。
各地域連盟が主催するA代表の大陸選手権で、南米のコパ・アメリカや北中米カリブ海のゴールドカップなどでは他の地域連盟所属のA代表を招待することがあるが、招待された他地域連盟所属のA代表に関してはAマッチデー制度は適用されない。A代表の大陸選手権自体はAマッチデーに入っているが、Aマッチデー制度が適用されるのは、その大陸選手権を主催する地域連盟に所属するA代表の選手のみである。インターナショナルマッチデー期間中に連続する2試合のAマッチは、同一大陸での開催を義務づけられている。ただし、欧州と北アフリカのように、比較的近く、時差も極端な違いが無い場合は許可される場合が多い。他、インターナショナルマッチデーについては、クラブとの関連で後述する。
以前は「公式戦試合日」（オフィシャルマッチデー。略称OMD。W杯予選のような公式戦試合日）と「親善試合日」（フレンドリーマッチデー。略称FMD）の2種類があり、公式戦試合日の場合は、代表戦の4～5日前、親善試合日の場合は、代表戦の48時間前（2日前）までに選手を代表に派遣する義務があると定められていた。この区分は男子は2014年3月5日、女子は2015年4月9日を最後に廃止された。現在、男子は2014年9月1日以降、Aマッチデー期間中の月曜日の朝までに代表に合流し、次の週の水曜日の朝までにクラブに戻ることと定められている。女子は、2015年9月14日以降、Aマッチデー期間中の月曜日の朝までに代表に合流し、国際女子Aマッチデー公式カレンダーに規定された日までにクラブに戻ることと定められている。

## 国際試合カレンダー

### 男子
2025年は3月・6月・9月・10月・11月に5つの期間が設定されている。
| 日付             | 国際大会名/最大試合数          |
| ---------------- | ------------------------------ |
| 3月17日 - 25日   | 2                              |
| 6月2日 - 10日    | 2                              |
| 6月14日 - 7月6日 | CONCACAFゴールドカップ(英語版) |
| 9月1日 - 9日     | 2                              |
| 10月6日 - 14日   | 2                              |
| 11月10日 - 18日  | 2                              |

### 女子
FIFAには、女子のインターナショナルマッチカレンダーも設定されている。2025年は2月・3月～4月・5月〜6月・6月～7月・10月・11月〜12月に6つの期間が設定されている。男子より期間が一つ多く設けられているのが特徴となっている。
| 日付                                 | 国際大会名/※種別                                                        | 最大試合数          |
| ------------------------------------ | ----------------------------------------------------------------------- | ------------------- |
| 2月17日 - 26日                       | タイプⅡ                                                                 | 3                   |
| 3月31日 - 4月8日                     | タイプI                                                                 | 2                   |
| 5月26日 - 6月3日                     | タイプI                                                                 | 2                   |
| 6月23 - 7月1日 または 2日 または 5日 | タイプⅠまたは タイプⅡ（UEFA加盟国を除く）または タイプⅢ（AFC加盟国のみ) | 2 または 3 または 4 |
| 7月2日 - 27日                        | UEFA欧州女子選手権                                                      |                     |
| 7月4日 - 19日                        | OFC女子ネイションズカップ(英語版)                                       |                     |
| 7月5日 - 26日                        | アフリカ女子ネイションズカップ(英語版)                                  |                     |
| 7月12日 - 8月2日                     | コパ・アメリカ・フェメニーナ(英語版)                                    |                     |
| 10月20日 - 28日 または 29日          | タイプⅠまたは タイプⅡ（UEFA加盟国を除く）                               | 2 または 3          |
| 11月24日 - 12月2日                   | タイプⅠ                                                                 | 2                   |

※代表参加期間の種別については以下の通り。
- タイプⅠ…月曜日から翌週火曜日の夜まで
- タイプⅡ…月曜日から翌週水曜日の夜まで
- タイプⅢ…月曜日から翌週土曜日の夜まで

## 試合数の削減
インターナショナルマッチデーは欧州クラブの圧力を受けて誕生したものであり、欧州の日程優先で組んであるため、欧州サッカー連盟(UEFA)以外の地域連盟主催の代表の公式戦をインターナショナルマッチデーではない日に行う事態となり、結果としてUEFA以外の地域連盟主催の代表の公式戦にベストメンバーが組めないことになるなどの問題もある。AFCは以前存在した親善試合日（拘束権が代表戦の48時間前からの日）に、公式戦の2006 FIFAワールドカップ・アジア予選を行った。
年間平均で12試合程度、内最大7試合協会に代表選手拘束権のある男子のインターナショナルマッチデーだが、2015年から削減される。欧州クラブ協会(ECA)から代表戦削減を求められた欧州サッカー連盟(UEFA)が原案を国際サッカー連盟(FIFA)に提出。FIFAは各大陸連盟や各国リーグ、選手、クラブの代表者と協議し、2015～18年の日程から毎年3、9、10、11月と奇数年の6月に2試合ずつ、2年間合計で18試合を行う計画案を2012年3月5日にまとめ、同年3月29日～30日のFIFA理事会で採用を決めた。ただし、2016年は欧州サッカー連盟を除いた地域は6月にも2試合行う。これにより、クラブ及び代表選手の負担が減る一方、少なくなった男子のAマッチデーはA代表の公式戦消化に当てられるため、ベストメンバーで臨めるA代表の親善試合は2015年以降は激減することになる。
2013年3月21日、FIFA執行委員会が2014年～2018年の男子のインターナショナルマッチデー公式カレンダーを正式に承認した。

## 欧州クラブ協会との論争
欧州サッカー連盟においてプロのサッカークラブの利益を代表する団体である欧州クラブ協会 (ECA) は、FIFAや大陸連盟からクラブに与えられた報酬が十分でないことに不満を持っているとされる。
2010 FIFAワールドカップでは、代表活動に伴う選手拘束に対する補償として4000万ポンドがクラブに支払われたが、2012年2月のデイリー・テレグラフの記事によると、欧州クラブ協会はこの6倍の数字が支払われることを望んでいるといい、問題が解決するまで、FIFAカレンダーの2014年以降の合意に同意しないと説明していた。
ECAの会長であるドイツのカール＝ハインツ・ルンメニゲは、「残念ながら、FIFAの会長との話し合いは、クラブの要求を考慮した満足のいく結果につながることができなかった」と述べた。2012年3月、FIFAはルンメニゲを会議に招待したが、出席できなかったことを示すプレスリリースを公表した。